# Guillermo Marín (Schauspieler, 1938)
Guillermo Marín (* 1938 in Buenos Aires; † 14. Juli 2018 ebenda) war ein argentinischer Schauspieler.

## Leben
Marín sammelte langjährige Schauspielerfahrung in verschiedenen Bühnenstücken in unterschiedlichen Theatern. Er war ein Jahr lang Mitglied der Gruppe I Musicisti, aus der später Les Luthiers hervorging. Er wirkte in dieser Funktion an den Projekten IMYLOH und Música ..? Sí, Claro zwischen 1966 und 1967 mit.
In den 1960er Jahren verkörperte er erste Charakterrollen in Fernseh- und Filmproduktionen. Als Antagonist Bal Caz war er 1984 in dem David-Carradine-Film Der Krieger und die Hexe unter dem Pseudonym William Marin zu sehen. Größere Serienrollen hatte er 1986 in Claudia Morán als Padre Benjamín und von 1988 bis 1989 in über 200 Episoden der Fernsehserie Mi nombre es Coraje inne.
Er wurde in das Aufsichtsgremiums der Gewerkschaft des Argentinischen Schauspielerverbandes Asociación Argentina de Actores gewählt. 
Er verstarb am 14. Juli 2018 im Alter von 79 Jahren in Buenos Aires.

## Filmografie (Auswahl)
- 1969: Todos a la vez (Kurzfilm)
- 1970: El profesor patagónico
- 1971: Paula contra la mitad más uno
- 1975: Die jüdischen Gauchos
- 1976: Don Carmelo il capo
- 1978: Un mundo de veinte asientos (Fernsehserie, 19 Episoden)
- 1980: Los superagentes y la gran aventura del oro
- 1981: Comedias para vivir (Fernsehserie, 2 Episoden)
- 1983: El arreglo
- 1984: Der Krieger und die Hexe (The Warrior and the Sorceress)
- 1986: Claudia Morán (Fernsehserie, 39 Episoden)
- 1988–1989: Mi nombre es Coraje (Fernsehserie, 214 Episoden)
- 1990: Ich, die Unwürdigste von allen (Yo, la peor de todas)
- 1990: Su comedia favorita (Fernsehserie)
- 1993: De eso no se habla